# Damó Jenő
Lisznyai Damó Jenő (Budapest, 1898. február 12. – ?) magyar jogász, újságíró, szerkesztő.

## Életpályája
Debrecenben végzett jogi tanulmányokat, itt kezdte újságírói pályáját. Az I. világháború után Temesváron telepedett le, s az első magyar nyelvű romániai képes lapot, a Képes Futárt szerkesztette. A Toll munkatársa, 1922-től a temesvári Újság belső munkatársa, 1924-ben az Esti Lloyd felelős szerkesztője. Több rövid életű lapot (Tőzsdei Újság, Délután, Szezon, Sportszezon, Erdélyi Színházi Élet, Új Hírek, Friss Újság, Hétfői Magyar Újság) alapított és szerkesztett, jelentősebb a radikális hangvételű Tíz Perc című hetilap, melynek Franyó Zoltán volt a főmunkatársa (1928–29), s a „szexuáltudományi” kérdésekkel foglalkozó Én, Te, Ő… című folyóirat (1925–31). Szerkesztésében jelent meg Ki kicsoda (Temesvár, 1930) címmel A bánsági közélet lexikonja (2. kiadása már Az erdélyi és bánsági közélet lexikonja alcímmel, Temesvár–Arad, 1931). Saját munkája: Evoé. Szerelmes éjszakák (Temesvár, 1925). Tagja volt a Magyar Újságírók Szövetségének.
1933 februárjában az erdélyi és bánsági kisebbségi újságírók temesvári csoportjának fegyelmi bizottsága szombati ülésén Damó Jenő hírlapírót egyhangú határozattal kizárta tagjai közül. Damó ugyanis Temesvár szerelmi élete címen egy állítólag kiadandó könyvet hirdetett, amelyben a temesvári társadalom magántermészetű szerelmi ügyeivel foglalkozott. A könyvre már előfizetéseket is felvett. A szervezet, miután beigazoltnak látta, hogy Damó a könyvében szereplő előkelő temesváriakat meg akarta zsarolni, megfelelő rendszabályokat alkalmazott ellene, és kizárta tagjai közül.
Heti Kurir című lapjában ugyancsak élés hangon támadott meg Temesvárott közszereplő és közbecsülésben álló polgárokat, ezért 1933. augusztus 9-én szerdán ismeretlen egyének nyílt utcán megtámadták és súlyosan megverték. Damó sebeit a mentők kötözték be. Mivel hetilapjában sorozatos támadást indított Dornhelm Jenő nagykereskedő ellen, s a Dornhelm-cég adóügyeit kezdte feszegetni, ezért a család egyik tagja 1933. augusztus 28-án hétfőn délután hat órakor a temesvári Lloyd-kávéház teraszán rátámadt ezúttal kutyakorbáccsal a kezében, s több ütést mért a felesége társaságában üldögélő férfi arcára és fejére. A szerkesztő felesége Dornhelm és a férje közé vetette magát, Dornhelm azonban addig folytatta a verést, amíg Damó az ütlegek elől el nem menekült. Az incidenst, amely csak hamar óriási csődületet keltett, mintegy ezer ember nézte végig. A bántalmazott hetilapszerkesztő feljelentést tett a rendőrségen támadója ellen. 1934 decemberében a temesvári törvényszék vizsgálóbírája elrendelte ifj. Dornhelm Jenő kereskedő letartóztatását. Ő volt az, aki egy évvel korábban megbízott embereivel elverette Damó Jenő és Wolff Mihály lapszerkesztőket, akik sorozatos támadásokat indítottak a cége ellen. Damó és Wolff feljelentésére bűnvádi eljárás indult ellene, de sohasem jelent meg a kihallgatáson. Szabó Károlyt, Lőbl Rezsőt, Horvát Józsefet, Spira Alfrédet és Krausz Ernőt szállifották be az ügyészségi fogházba. Ezek voltak azok, akik Dornhelm utasítására a két lapszerkesztőt megverték. A törvényszék vádtanácsa azonban valamennyiüket szabadlábra helyezte.